# Sonja Toifl-Campregher
Sonja Toifl-Campregher (* 26. März 1959 in Linz) ist eine ehemalige österreichische Politikerin (SPÖ) und Landessekretärin der Oberösterreichischen Mietervereinigung. 
Toifl-Campregher besuchte nach der Volksschule eine allgemeinbildende höhere Schule, die sie 1977 mit der Matura abschloss. Danach studierte sie zwischen 1977 und 1982 Rechtswissenschaft an der Universität Linz und schloss ihr Studium mit dem akademischen Grad Dr. iur. ab. In der Folge absolvierte sie von 1982 bis 1983 ihre Gerichtspraxis am Bezirks- und Landesgericht Linz und trat danach in den Dienst der Mietervereinigung Österreichs, Landesorganisation Oberösterreich, für die sie seit 1983 als Landessekretärin tätig ist.
Politisch wirkte Toifl-Campregher als stellvertretende Vorsitzende der SPÖ Sektion Andreas-Hofer-Platz in Linz und war ab 1996 Mitglied des Bezirksfrauenkomitees der SPÖ Linz-Stadt und Mitglied des Bezirksparteiausschusses. Zudem stand sie dem Linzer Frauenrat als Expertin für Wohnungsfragen zur Verfügung. Toifl-Campregher vertrat die SPÖ vom 20. September 1995 bis zum 14. Jänner 1996 im österreichischen Nationalrat. 